# Rechthoekig stratenpatroon
Een rechthoekig stratenpatroon, gridstructuur of grid is een roosterpatroon waarbij de straten in een stad loodrecht op elkaar zijn aangelegd.
Men spreekt ook wel van het hippodamische systeem, naar de Griekse architect en stedenbouwkundige Hippodamus van Milete uit de vijfde eeuw v.Chr., die dit systeem voor het eerst op grote schaal heeft toegepast. Voor Milete werd deze structuur al toegepast in Klein-Azië, Mesopotamië en ook tijdens de Chinese oudheid in China.
Een bekend voorbeeld is de stad New York. Toen Manhattan in het begin van de negentiende eeuw verder werd bebouwd, kreeg het een nieuw stadsplan, waarbij de avenues van zuid naar noord liepen en de streets van oost naar west. In Nederland heeft Elburg een uit de middeleeuwen daterend rechthoekig stratenplan.

## Hippodamisch systeem
Hippodamus van Milete leefde in de vijfde eeuw v.Chr. Waarschijnlijk leerde hij de planmatige stadsaanleg kennen toen zijn geboortestad Milete na de verwoesting door de Perzen in 494 v.Chr. opnieuw werd opgebouwd vanaf 479 v.Chr. Vervolgens was Hippodamus zelf actief bij de stadsaanleg van Piraeus (ca. 450 v.Chr.) en Thurii (444/443 v.Chr.).
In het hippodamische systeem groeit een stad niet geleidelijk zonder plan (zoals oude Griekse steden vaak rondom een akropolis ontstonden), maar wordt deze planmatig aangelegd met elkaar recht kruisende straten die de stad in huizenblokken van gelijke grootte verdelen. Op centrale plaatsen wordt een aantal huizenblokken uitgespaard voor de markt (Grieks: agora) en openbare gebouwen. Het hippodamische systeem is ook toegepast in Magnesia, Priëne, Knidos, Olynthos, Megalopolis en Selinus. In de hellenistische tijd komt er meer verschil tussen brede hoofdstraten en smallere secundaire straten.

## Castramodel
De Romeinen gebruikten bij de aanleg van nieuwe steden een vergelijkbaar systeem, dat gebaseerd was op de manier waarop ze hun legerkampen (castra) aanlegden en daarom het castramodel wordt genoemd. De Romeinen pasten dit systeem toe bij de coloniae die zij vanaf de derde eeuw v.Chr. nieuw aanlegden. Uitgangspunt vormt een assenstelsel van een noord-zuidstraat, de cardo (Latijn voor as), en een langere oost-weststraat, de decumanus. Bij het kruispunt van deze straten lagen de markt (Latijn: forum) en andere centrale voorzieningen. Parallel aan de cardo en de decumanus werden andere straten aangelegd waardoor de stad volgens een grid in gelijke huizenblokken werd verdeeld. De parallelstraten heetten eveneens cardo (meervoud: cardines) en decumanus (meervoud: decumani); ter onderscheid noemde men de hoofdstraten daarom wel cardo maximus en decumanus maximus.
Een van de best bewaarde voorbeelden van een Romeinse stad die volgens het castramodel is aangelegd is Timgad (Romeins: Colonia Marciana Traiana Thamugadi) in Algerije. Vaak is ook in moderne plaatsen met een Romeinse oorsprong het rechthoekige stratenpatroon nog terug te vinden, zoals in de Italiaanse plaatsen Aosta (Rom.: Augusta Praetoria) en Lucca (Rom.: Luca). Ook in het Duitse Xanten, waar de Romeinse plaats Colonia Ulpia Traiana gedeeltelijk is opgegraven en herbouwd, is het rechthoekige stratenpatroon te zien. Het Romeinse Pompeï heeft een stadsuitbreiding gekregen in de vorm van een grid, en Herculaneum is volgens een gridstructuur aangelegd, maar in het geval van deze twee plaatsen is niet uit te maken of het invloed was van het hippodamische systeem vanuit Griekse steden in Zuid-Italië of dat het vroege voorbeelden van het castramodel zijn.

## Polders

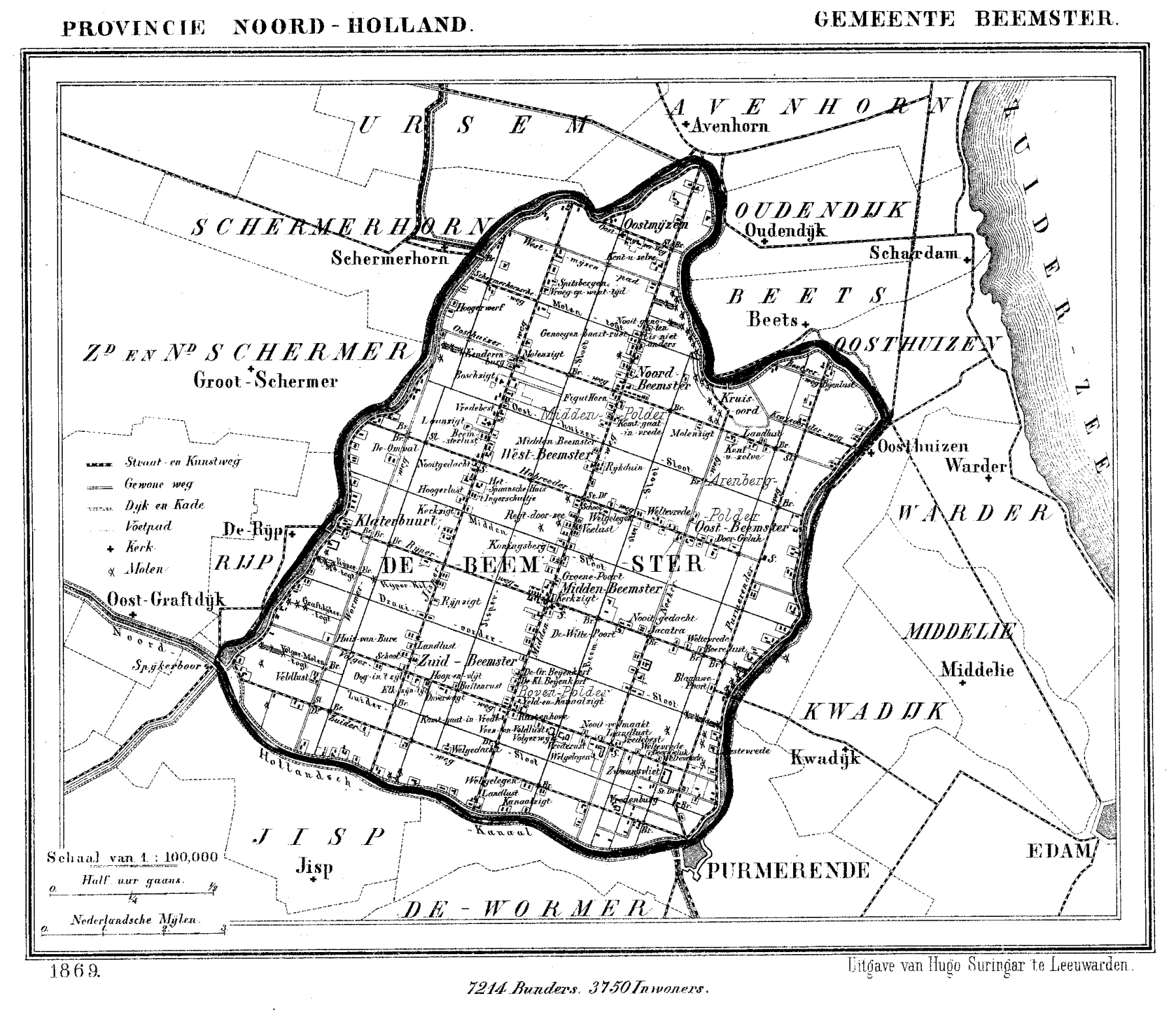
Kaart van de Beemster uit 1869

Het van de Romeinen overgenomen castramodel werd in Nederland ook toegepast in drooggemalen polders voor de planning van wegen en de indeling in percelen. Het eerst werd dit gedaan in de Beemster, die in 1612 werd drooggemalen. De polder heeft een rechthoekig stratenpatroon van wegen, met twee hoofdwegen (zoals bij de Romeinen de cardo en de decumanus) en op de kruising daarvan de hoofdplaats Middenbeemster (zoals bij de Romeinen het forum). Een ander voorbeeld is de Haarlemmermeer (1852), met Hoofddorp als centrale plaats.

## Moderne steden
Ook in de aanleg van moderne steden is het rechthoekige stratenpatroon vaak te vinden. De oude binnenstad van het Duitse Mannheim is ingedeeld in regelmatige Quadrate, die genummerd werden met letters en cijfers. In de stad New York kreeg Manhattan in het begin van de negentiende eeuw een nieuw stadsplan waarbij de avenues van zuid naar noord liepen en de streets van oost naar west. Ze kregen allemaal een nummer. Ook het Spaanse Barcelona is aan het eind van de negentiende eeuw gebouwd met huizenblokken van gelijke grootte en elkaar loodrecht kruisende straten.

## Gridstructuur vs. slakstructuur
In Zuid-Frankrijk werd in Valbonne door monniken de gridstructuur geïntroduceerd in plaats van de slakstructuur. Dat was aan het begin van de zestiende eeuw. In de middeleeuwen was in Mougins nog de slakstructuur gebruikt. Met de gridstructuur werd voorkomen dat er bij wind trek ontstond, waardoor de kans dat er in de stad brand uitbrak en zich verspreidde sterk werd verminderd. Met de mistral in de hete zomer werd de kans op een ramp veel kleiner dan in plaatsen gebouwd met een slakstructuur.